# De Vrienden van Amstel LIVE!
De Vrienden van Amstel LIVE! is een Nederlandse concertreeks, die jaarlijks plaatsvindt in Rotterdam Ahoy. De concertreeks wordt georganiseerd door Tribe Company, in opdracht van hoofdsponsor Amstel.

## Geschiedenis
De Vrienden van Amstel LIVE! begon op 15 januari 1998 onder de titel De Heeren van Amstel LIVE!, naar de naam van de eerste opnamelocatie, een café aan het Thorbeckeplein in Amsterdam: De Heeren van Aemstel. Het programma werd in de loop der jaren gepresenteerd door Barry Hay, Manuëla Kemp, Ellen ten Damme, Daphne Bunskoek en Xander de Buisonjé. Na de eerste editie heette het programma De Vrienden van Amstel LIVE, om de indruk te vermijden dat er uitsluitend heren in optraden, en omdat het inmiddels ook in andere cafés, elders in het land werd opgenomen.

## Edities
| Editie | Jaar | Data                                                                                                  | Aantal | Locatie        |                                    |
| ------ | ---- | --- | ------ | -------------- | ---------------------------------- |
| 27     | 2025 | 9 t/m 13, 15 t/m 20 en 22 t/m 24 januari                                                              | 14     | Rotterdam Ahoy |                                    |
| 26     | 2024 | 11 t/m 15, 17 t/m 22 en 24 t/m 26 januari                                                             | 14     | Rotterdam Ahoy | [ 1 ]                              |
| 25     | 2023 | 5 t/m 9, 11 t/m 16, 18 t/m 23 en 25 t/m 27 januari                                                    | 20     | Rotterdam Ahoy | [ 2 ]                              |
| 24     | 2022 | 26, 28 t/m 30 april, 1 t/m 4 en 6 t/m 9 mei (oorspronkelijk in januari)                               | 12     | Rotterdam Ahoy | [ 3 ]                              |
| 23     | 2021 | 14 t/m 18 en 20 t/m 23 januari (afgelast vanwege de coronacrisis; wel één show gestreamd op internet) | 9      | Rotterdam Ahoy |                                    |
| 22     | 2020 | 16 t/m 20 en 22 t/m 28 januari                                                                        | 12     | Rotterdam Ahoy | [ 4 ]                              |
| 21     | 2019 | 17 t/m 21 en 23 t/m 28 januari                                                                        | 11     | Rotterdam Ahoy | [ 5 ]                              |
| 20     | 2018 | 18 t/m 22, 24 t/m 29, 31 januari en 1 t/m 2 februari                                                  | 14     | Rotterdam Ahoy | [ 6 ]                              |
| 19     | 2017 | 19 t/m 23 en 25 t/m 28 januari                                                                        | 8      | Rotterdam Ahoy | [ 7 ]                              |
| 18     | 2016 | 21 t/m 25 en 27 t/m 30 januari                                                                        | 9      | Rotterdam Ahoy | [ 8 ]                              |
| 17     | 2015 | 23 t/m 26 en 28 t/m 31 januari                                                                        | 8      | Rotterdam Ahoy | [ 9 ]                              |
| 16     | 2014 | 16 t/m 19 en 22 t/m 25 januari                                                                        | 8      | Rotterdam Ahoy | [ 10 ]                             |
| 15     | 2013 | 18 t/m 20 en 23 t/m 27 januari                                                                        | 8      | Rotterdam Ahoy | [ 11 ]                             |
| 14     | 2012 | 20 t/m 22 en 25 t/m 28 januari                                                                        | 7      | Rotterdam Ahoy | [ 12 ] [ 13 ]                      |
| 13     | 2011 | 21 t/m 23 en 26 t/m 29 januari                                                                        | 7      | Rotterdam Ahoy | [ 14 ] [ 15 ]                      |
| 12     | 2010 | 22 t/m 24 en 28 t/m 31 januari                                                                        | 7      | Rotterdam Ahoy | [ 16 ] [ 17 ] [ 18 ]               |
| 11     | 2009 | 22 t/m 25 januari en 28 t/m 31 januari                                                                | 8      | Rotterdam Ahoy | [ 19 ] [ 20 ]                      |
| 10     | 2008 | 24 t/m 27, 30 t/m 31 januari en 1 t/m 3 februari                                                      | 9      | Rotterdam Ahoy | [ 21 ] [ 22 ] [ 23 ]               |
| 9      | 2007 | 19 t/m 21 en 24 t/m 28 januari                                                                        | 8      | Rotterdam Ahoy | [ 24 ]                             |
| 8      | 2006 | 20 t/m 22 en 25 t/m 29 januari                                                                        | 8      | Rotterdam Ahoy | [ 25 ] [ 26 ]                      |
| 7      | 2005 | 21 t/m 22 en 26 t/m 30 januari                                                                        | 7      | Rotterdam Ahoy | [ 27 ] [ 28 ] [ 29 ] [ 30 ] [ 31 ] |
| 6      | 2004 | 24 t/m 25, 27 t/m 28, 30 t/m 31 januari en 1 februari                                                 | 7      | Rotterdam Ahoy | [ 32 ]                             |
| 5      | 2003 | 28 t/m 31 januari en 1 t/m 2 februari                                                                 | 6      | Rotterdam Ahoy | [ 33 ]                             |
| 4      | 2002 | 2 t/m 6 februari                                                                                      | 5      | Rotterdam Ahoy | [ 34 ] [ 35 ]                      |
| 3      | 2001 | 11 t/m 13 januari                                                                                     | 3      | Rotterdam Ahoy | [ 36 ]                             |
| 2      | 2000 | 28 t/m 30 januari                                                                                     | 3      | Rotterdam Ahoy | [ 37 ]                             |
| 1      | 1999 | 9 en 10 januari                                                                                       | 2      | Rotterdam Ahoy | [ 38 ]                             |

## Themaliederen
In 2018 werd er, ter ere van het 20-jarig bestaan van De Vrienden van Amstel LIVE!, voor het eerst een themalied gemaakt voor het evenement.  In 2021 werd er voor de livestream weer een themalied gemaakt en sindsdien kwam er elk jaar een nieuw themalied. Het evenement kent de volgende themaliederen:
- 2018: Marco Borsato, André Hazes jr., Nick & Simon, Jeroen van Koningsbrugge, Diggy Dex, Xander de Buisonjé & VanVelzen - Vrienden
- 2021: Thomas Acda, Paul de Munnik, Maan & Typhoon - Als ik je weer zie
- 2022: Thomas Acda, Rolf Sanchez & Kraantje Pappie - Missen zou
- 2023: Anouk & Emma Heesters - Met jou kan ik het aan
- 2024: Flemming, Zoë Tauran & Ronnie Flex - Alles op gevoel
- 2025: De Poema’s & Snelle - Op jou heb ik gewacht

## Concert in Ahoy
Vanaf 1999 werd elke reeks van het programma afgesloten met een concert in Ahoy Rotterdam. Tegenwoordig is er alleen nog het concert in Ahoy, dat jaarlijks in januari plaatsvindt. De laatste jaren is het uitgegroeid tot een indoor-event met meer dan 100.000 bezoekers per editie. Het concert wordt ook op TV uitgezonden.
De editie van 2021 werd live gestreamd via internet, vanwege de coronapandemie die in 2020 uitbrak. Hierdoor kon er geen publiek aanwezig zijn in Ahoy. Mensen konden het concert thuis zien via de site van de Vrienden van Amstel LIVE. De editie van 2022 moest worden afgelast vanwege de coronacrisis. Vanwege de vierde coronagolf werden grote evenementen dat jaar tot 25 januari verboden. Ook streamen via internet, kon dat jaar niet in korte tijd worden gerealiseerd. Het werd verplaatst naar 26, 28, 29, 30 april en 1, 2, 3, 4, 6, 7, 8 en 9 mei 2022.

### Editie 2012
In 2012 was De Vrienden van Amstel LIVE! zeven avonden lang uitverkocht in Ahoy. Tijdens deze editie werd gebruikgemaakt van de nieuwste technieken van videomapping. Het decor bestond veelal uit witte schermen waar volop op geprojecteerd werd. Danser Timor Steffens opende de avond, en maakte daarbij gebruik van deze nieuwe projectietechniek.

### Editie 2013
Het muziekevenement vierde in januari 2013 zijn vijftienjarig jubileum. Tijdens deze editie maakten Marco Borsato, Gers Pardoel, Sandra van Nieuwland en Nielson hun debuut bij De Vrienden van Amstel LIVE!.

### Editie 2014
In januari 2014 vond de 16e editie  plaats. Naast de bekendgemaakte line-up waren er optredens van onder meer Marco Borsato, Kane, Glennis Grace en Waylon, met een ode aan Michael Jackson, in samenwerking met danser Timor Steffens. Miss Montreal, Golden Earring, Handsome Poets en Mr. Probz traden voor het eerst op. Marco Borsato werd onderweg naar de vijfde show getroffen door een TIA en moest daardoor de laatste vier shows afzeggen.

### Editie 2015
De zeventiende editie vond eind januari 2015 plaats, met voor het eerst een negende showavond, waarbij de line-up voor het eerst geheim werd gehouden.

### Editie 2016
Typhoon, Kensington, Claudia de Breij, Fedde le Grand en Kenny B maakten voor het eerst hun opwachting. Armin van Buuren trad op in de show op maandag.

### Editie 2017
De eerste Engelstalige artiest, Matt Simons, maakte zijn opwachting. Ook Nicky Romero, Diggy Dex, Broederliefde, Douwe Bob en de formatie The Common Linnets traden voor het eerst op.

### Editie 2018
André Hazes jr., Paul de Leeuw, Rondé, Lil' Kleine en Kraantje Pappie traden hier voor het eerst op. Ook Jacqueline Govaert was voor het eerst te zien sinds 2009, los van haar formatie Krezip. Armin van Buuren was er deze editie bij elke show bij.

### Editie 2019
In 2019 waren Chef'Special, Maan, Lee Towers, Sunnery James & Ryan Marciano, Frenna, Ronnie Flex en Wulf voor het eerst te zien. Ook Joris Rasenberg kwam terug voor het eerst sinds 2001, ditmaal los van zijn formatie Abel.

### Editie 2020
Duncan Laurence, Snelle en Suzan & Freek waren de debutanten van deze editie.

### Editie 2021
De live concerten van 2021 konden niet doorgaan vanwege de coronapandemie. Er werd wel een livestream georganiseerd.

### Editie 2022
De geplande liveconcerten van januari 2022 werden vanwege de coronapandemie verplaatst naar mei 2022. Nieuwkomers waren Danny Vera, Flemming, Davina Michelle, Lucas & Steve en Emma Heesters. Rolf Sanchez was er in 2021 tijdens de livestream ook bij, maar dit was zijn eerste reguliere editie.

### Editie 2023
In januari 2023 werd de vijfentwintigste editie van De Vrienden van Amstel LIVE gevierd met een recordaantal van 20 concerten. Ook het aantal artiesten was een record met 28 verschillende acts. Onder de artiesten was Manuëla Kemp, dit is een van haar laatste optredens geweest, voordat ze op 17 januari 2025 kwam te overlijden op 61-jarige leeftijd. Anita Meyer en S10 waren de nieuwkomers.

### Editie 2024
In januari 2024 vond de zesentwintigste editie van De Vrienden van Amstel LIVE plaats met Bizzey, Claude, La Fuente, MEAU, Son Mieux en Zoë Tauran als nieuwkomers. Kraantje Pappie was voor het eerst gastheer bij deze editie.

### Editie 2025
Voor de editie van 2025 werden in december 2024 promotieconcerten gedaan in De Heeren van Aemstel, het café waar het in 1998 begon. Daar werd de line-up voor 2025 ook aangekondigd. De debutanten van deze editie waren Donnie, Marco Schuitmaker, Pommelien Thijs, Yves Berendse en Paul Elstak. Daarnaast maakten Acda en De Munnik en Van Dik Hout voor het eerst in 20 jaar voor hun gelegenheidsband De Poema's nieuwe muziek op verzoek van de organisatie van deze editie. In eerste instantie was Emma Heesters ook onderdeel van de line-up, maar wegens haar behandeling voor baarmoederhalskanker deed ze uiteindelijk niet mee. Wel bevatte de show een eerbetoon aan de zangeres en aan de op 17 januari overleden Manuëla Kemp.

## Artiesten

### 1999-2011
| 1999                       | 2000           | 2001               | 2002                | 2003                            | 2004                | 2005                  | 2006                  | 2007              | 2008              | 2009                          | 2010                          | 2011              |
| -------------------------- | -------------- | ------------------ | ------------------- | ------------------------------- | ------------------- | --------------------- | --------------------- | ----------------- | ----------------- | ----------------------------- | ----------------------------- | ----------------- |
| Guus Meeuwis               | E-Life         | Peter Koelewijn    | Peter Koelewijn     | Thé Lau                         | Willeke Alberti     | Bots                  | Syb van der Ploeg     | Bennie Jolink     | Ellen Ten Damme   | George Baker                  | 2 Unlimited                   | Within Temptation |
| JW Roy                     | Volumia!       | Loïs Lane          | Birgit              | DI-RECT                         | Soulvation          | Zuco 103              | Tasha's World         | The Sheer         | Leaf              | Voicst                        | Nick & Simon                  | Guus Meeuwis      |
| Ilse DeLange               | Guus Meeuwis   | Abel               | Clouseau            | Loïs Lane                       | Beef!               | Treble                | Lange Frans en Baas B | IOS               | Dennis            | Pete Philly & Perquisite      | IOS                           | 3JS               |
| Henk Westbroek             | City To City   | Toontje Lager      | Guus Meeuwis        | Roberto Jacketti & The Scooters | Guus Meeuwis        | Xander de Buisonjé    | Ellen Ten Damme       | Postman           | Guus Meeuwis      | 3JS                           | Het Goede Doel                | Acda en De Munnik |
| Normaal                    | Freek de Jonge | Van Dik Hout       | Twarres             | Skik                            | Van Dik Hout        | Lange Frans en Baas B | Van Dik Hout          | Krezip            | Normaal           | Jeroen van der Boom           | VanVelzen                     | Laura Jansen      |
| BLØF                       | Skik           | Kane               | De Poema's          | K's Choice                      | DI-RECT             | Krezip                | Racoon                | Ellen Ten Damme   | Van Dik Hout      | Ellen ten Damme               | Ellen ten Damme               | DI-RECT           |
| De Kast                    | Kane           | Candy Dulfer       | Volumia!            | Brainpower                      | Krezip              | Intwine               | Sam Bettens           | Racoon            | De Poema's        | Racoon                        | Lisa Lois                     | Ben Saunders      |
| Raymond van het Groenewoud | Van Dik Hout   | Postmen            | Soulvation          | Acda en De Munnik               | BLØF                | Frank Boeijen         | Intwine               | Ilse DeLange      | Acda en De Munnik | VanVelzen                     | Novastar                      | Frank Boeijen     |
| The Scene                  | Frank Boeijen  | Ruth Jacott        | Trijntje Oosterhuis | Frank Boeijen                   | Trijntje Oosterhuis | Guus Meeuwis          | DI-RECT               | Frank Boeijen     | Sam Bettens       | Krezip                        | Kane                          | Nick & Simon      |
| Billy the Kid              | BLØF           | Frank Boeijen      | Acda en De Munnik   | Rob de Nijs                     | Boudewijn de Groot  | Boudewijn de Groot    | Trijntje Oosterhuis   | Within Temptation | DI-RECT           | Alain Clark                   | Rowwen Hèze                   | Alain Clark       |
| Anouk                      |                | Henk Westbroek     | BLØF                | Rowwen Hèze                     | Rob de Nijs         | Ilse DeLange          | De Dijk               | Rowwen Hèze       | Syb van der Ploeg | Trijntje Oosterhuis           | Jan Smit                      | BLØF              |
|                            |                | Rowwen Hèze        | Xander de Buisonjé  |                                 | De Dijk             | Xander de Buisonjé    | Dolly Dots            | Belle Perez       | Frank Boeijen     | Xander de Buisonjé (gastheer) | Xander de Buisonjé (gastheer) |                   |
|                            |                |                    | Rob de Nijs         | Guus Meeuwis                    | Jeroen van der Boom | Henk Hofstede         |                       |                   |                   |                               |                               |                   |
| Brainpower                 |                | De Dijk            | Henny Vrienten      |                                 |                     |                       |                       |                   |                   |                               |                               |                   |
| Candy Dulfer               | Rowwen Hèze    | Boudewijn De Groot |                     |                                 |                     |                       |                       |                   |                   |                               |                               |                   |
| MIR                        | Rob de Nijs    | Sharon den Adel    |                     |                                 |                     |                       |                       |                   |                   |                               |                               |                   |
| Nol Havens                 |                |                    |                     |                                 |                     |                       |                       |                   |                   |                               |                               |                   |

### 2012-2021
| 2012                                 | 2013                          | 2014                          | 2015                          | 2016                     | 2017                     | 2018               | 2019                          | 2020                          | 2021 (livestream) |
| ------------------------------------ | ----------------------------- | ----------------------------- | ----------------------------- | ------------------------ | ------------------------ | ------------------ | ----------------------------- | ----------------------------- | ----------------- |
| Barry Hay                            | Marco Borsato                 | Marco Borsato                 | Golden Earring                | Timor Steffens           | Marco Borsato            | Marco Borsato      | Marco Borsato                 | Duncan Laurence               | Guus Meeuwis      |
| Jurk!                                | Nick & Simon                  | Guus Meeuwis                  | Anouk                         | Kensington               | Golden Earring           | Kensington         | De Dijk                       | Kensington                    | Thomas Acda       |
| Trijntje Oosterhuis                  | Gers Pardoel                  | Paul de Munnik                | DI-RECT                       | DI-RECT                  | Racoon                   | BLØF               | Chef'Special                  | Chef'Special                  | Paul de Munnik    |
| Rowwen Hèze                          | Nielson                       | Nick & Simon                  | Ilse DeLange                  | Mr. Probz                | The Common Linnets       | DI-RECT            | DI-RECT                       | DI-RECT                       | Snelle            |
| Jan Smit                             | BLØF                          | Kane                          | Guus Meeuwis                  | Rob de Nijs              | Douwe Bob                | Nielson            | Thomas Acda                   | Thomas Acda                   | Typhoon           |
| Glennis Grace                        | Rob de Nijs                   | The Opposites                 | Gers Pardoel                  | De Dijk                  | Guus Meeuwis             | 3JS                | Guus Meeuwis                  | Guus Meeuwis                  | Duncan Laurence   |
| Waylon                               | Sandra van Nieuwland          | Mr. Probz                     | Miss Montreal                 | DI-RECT                  | Broederliefde            | André Hazes jr.    | André Hazes jr.               | André Hazes jr.               | André Hazes jr.   |
| Racoon                               | Dinand Woesthoff              | Handsome Poets                | Jan Smit                      | 3JS                      | Marcel Veenendaal        | Guus Meeuwis       | Maan                          | Maan                          | Maan              |
| Guus Meeuwis                         | Ilse DeLange                  | Racoon                        | Waylon                        | Nick & Simon             | BLØF                     | Mr. Probz          | Miss Montreal                 | BLØF                          | Kraantje Pappie   |
| VanVelzen                            | Jeroen van Koningsbrugge      | Nielson                       | Sharon den Adel               | Tren van Enckevort       | Roel van Velzen          | Typhoon            | Joris Rasenberg               | Paul de Munnik                | Suzan & Freek     |
| De Dijk                              | De Dijk                       | Miss Montreal                 | Roel van Velzen               | Nielson                  | Rowwen Hèze              | Paul de Leeuw      | Lee Towers                    | Rowwen Hèze                   | Willeke Alberti   |
| Carice van Houten                    | Acda en De Munnik             | Waylon                        | O'G3NE                        | BLØF                     | Typhoon                  | Xander de Buisonjé | Xander de Buisonjé            | Snelle                        | Paul de Leeuw     |
| Kane                                 | Rowwen Hèze                   | Golden Earring                | Jeroen van Koningsbrugge      | Acda en De Munnik        | Jeroen van Koningsbrugge | Rondé              | Sunnery James & Ryan Marciano | Sunnery James & Ryan Marciano | Diggy Dex         |
| The Opposites                        | Marcel Veenendaal             | Gers Pardoel                  | Eva Simons                    | Typhoon                  | Diggy Dex                | Broederliefde      | Frenna                        | Diggy Dex                     | VanVelzen         |
| Xander de Buisonjé (gastheer)        | Xander de Buisonjé (gastheer) | Glennis Grace                 | Racoon                        | Dinand Woesthoff         | Nicky Romero             | Lil' Kleine        | Lil' Kleine                   | Krezip                        | Rolf Sanchez      |
|                                      | VanVelzen                     | Frank Boeijen                 | Xander de Buisonjé (gastheer) | Claudia de Breij         | Matt Simons              | Diggy Dex          | Ronnie Flex                   | Typhoon                       | Armin van Buuren  |
|                                      |                               | Xander de Buisonjé (gastheer) |                               | Fedde le Grand           | Nick & Simon (gastheren) | Kraantje Pappie    | Kraantje Pappie               | Kraantje Pappie               | Avalan            |
|                                      | Kenny B                       |                               | Gers Pardoel                  | Wulf                     | Suzan & Freek            | Dinand Woesthoff   |                               |                               |                   |
| Armin van Buuren (alleen op maandag) | Brainpower                    | Anouk                         | Nick & Simon (gastheren)      | Nick & Simon (gastheren) |                          |                    |                               |                               |                   |
| Xander de Buisonjé (gastheer)        | VanVelzen                     | Jeroen van Koningsbrugge      |                               | Jochem Myjer (barman)    |                          |                    |                               |                               |                   |
|                                      | Rowwen Hèze                   | Nick & Simon (gastheren)      |                               |                          |                          |                    |                               |                               |                   |
| Jeroen van Koningsbrugge             |                               |                               |                               |                          |                          |                    |                               |                               |                   |
| Jacqueline Govaert                   |                               |                               |                               |                          |                          |                    |                               |                               |                   |
| Armin van Buuren                     |                               |                               |                               |                          |                          |                    |                               |                               |                   |
| Nick & Simon (gastheren)             |                               |                               |                               |                          |                          |                    |                               |                               |                   |

### 2022-heden
| 2022            | 2023                          | 2024                       | 2025                       |
| --------------- | ----------------------------- | -------------------------- | -------------------------- |
| 3JS             | Anita Meyer                   | Acda en De Munnik          | Acda en De Munnik          |
| Chef'Special    | Anouk                         | Bizzey                     | BLØF                       |
| Danny Vera      | Barry Hay                     | Claude                     | Chef'Special               |
| Davina Michelle | Chef'Special                  | Clouseau                   | Davina Michelle            |
| Diggy Dex       | Danny Vera                    | DI-RECT                    | Diggy Dex                  |
| DI-RECT         | Dinand Woesthoff              | Duncan Laurence            | DI-RECT                    |
| Emma Heesters   | Emma Heesters                 | Flemming                   | Donnie                     |
| Flemming        | Flemming                      | Guus Meeuwis               | Guus Meeuwis               |
| Guus Meeuwis    | Frank Boeijen                 | Joshua Nolet               | Kraantje Pappie (gastheer) |
| Kraantje Pappie | Guus Meeuwis                  | Kraantje Pappie (gastheer) | Krezip                     |
| Lucas & Steve   | Henk Westbroek                | La Fuente                  | La Fuente                  |
| Maan            | Kraantje Pappie               | MEAU                       | Marco Schuitmaker          |
| Miss Montreal   | Krezip                        | Nick Schilder              | Nick Schilder              |
| Nick & Simon    | Lucas & Steve                 | Ronnie Flex                | Paul Elstak                |
| Paul de Munnik  | Maan                          | Rowwen Hèze                | Pommelien Thijs            |
| Rolf Sanchez    | Manuëla Kemp                  | S10                        | Racoon                     |
| Ronnie Flex     | Miss Montreal                 | Snelle                     | Rondé                      |
| Snelle          | Nick & Simon (gastheren)      | Son Mieux                  | Snelle                     |
| Suzan & Freek   | Paul de Munnik                | Suzan & Freek              | Typhoon                    |
| Thomas Acda     | Rolf Sanchez                  | The Opposites              | Van Dik Hout               |
| Typhoon         | Rondé                         | VanVelzen                  | Yves Berendse              |
| VanVelzen       | Ronnie Flex                   | Zoë Tauran                 |                            |
| Willeke Alberti | Rowwen Hèze                   |                            |                            |
|                 | S10                           |                            |                            |
|                 | Sunnery James & Ryan Marciano |                            |                            |
|                 | Thomas Acda                   |                            |                            |
|                 | Typhoon                       |                            |                            |
|                 | Xander de Buisonjé            |                            |                            |

### Artiesten met de meeste edities
| Artiest                  | Aantal edities                                     |
| ------------------------ | -------------------------------------------------- |
| Guus Meeuwis             | 20                                                 |
| Xander de Buisonjé       | 13 (waarvan 7x als gastheer)                       |
| DI-RECT                  | 13                                                 |
| Nick & Simon             | 12 (waarvan 7x als gastheren, Nick in 2024 alleen) |
| Paul de Munnik           | 12 (waarvan 7x als lid van Acda en De Munnik)      |
| Rowwen Hèze              | 12                                                 |
| Thomas Acda              | 12 (waarvan 7x als lid van Acda en De Munnik)      |
| BLØF                     | 10                                                 |
| VanVelzen                | 10                                                 |
| Frank Boeijen            | 9                                                  |
| De Dijk                  | 7                                                  |
| Racoon                   | 7                                                  |
| Typhoon                  | 7                                                  |
| Kraantje Pappie          | 8 (waarvan 2x als gastheer)                        |
| Rob de Nijs              | 6                                                  |
| Jeroen van Koningsbrugge | 6 (waarvan 1x als lid van JURK!)                   |
| Krezip                   | 6                                                  |
| Maan                     | 5                                                  |

Bijgewerkt tot en met de editie van februari 2025.

## Trivia
- Op 16 januari 2014 werd de 100ste show gehouden.[44]
- Tijdens de 25-jarige jubileumeditie in 2023 vond er een recordaantal van 20 shows plaats. Er kwamen bijna 300.000 bezoekers. Voor Ahoy is het de langste concertreeks ooit. Het record stond op naam van Frans Bauer met achttien shows, gevolgd door Doe Maar (16 shows) en K3 (12 shows).[45][46]